# 山田滝雄
山田 滝雄（やまだ たきお、1959年〈昭和34年〉9月12日 - ）は、日本の外交官。2010年（平成22年）から2012年（平成24年）まで、ASEAN（東南アジア諸国連合）担当大使、日本政府代表部大使、2014年（平成26年）から外務省南部アジア部長、2015年（平成27年）10月から外務省国際協力局長。2017年（平成29年）10月から国連教育科学文化機関代表部大使。2020年（令和2年）2月から駐ベトナム特命全権大使。2024年 (令和6年) 、依願免職。

## 経歴・人物
大阪府出身。1983年（昭和58年）京都大学法学部を卒業して、外務省に入省した。オックスフォード大学哲学政治経済学部（PPE）に留学、哲学・政治学・経済学修士号を取得。北東アジア課課長補佐、国際協定課首席事務官、日米安全保障条約課首席事務官、在英国大使館参事官、南西アジア課長、アジア大洋州局地域政策課長、駐インド大使館政務公使を経て、2008年（平成20年）8月7日、駐インドネシア次席公使。2010年（平成22年）4月10日から2012年（平成24年）まで、ASEAN（東南アジア諸国連合）担当大使、日本政府代表部大使。ASEAN政府代表部は、2011年（平成23年）5月26日にASEANを重視する視点から開設され、山田は大使に任命された。代表部大使就任に当たり、ASEANが中国に次ぐ貿易相手であると緊密な経済関係を強調した上で、ASEAN域内での国境を越えたインフラ整備などに積極的に関与すると抱負を述べた。
2012年（平成24年）2月6日、外務省国際情報統括官付参事官。
2012年（平成24年）12月25日、危機管理担当兼国際情報統括官付兼領事局参事官。2014年（平成26年）1月7日、危機管理担当兼総合外交政策局兼領事局参事官、1月27日大臣官房参事官（危機管理担当）兼総合外交政策局参事官（大使）。のちにアジア大洋州局南東アジア部参事官兼務。2014年（平成26年）7月11日外務省アジア大洋州局南部アジア部長。2015年（平成27年）10月16日から外務省国際協力局長。2017年10月25日、国連教育科学文化機関代表部大使。2020年（令和2年）2月から駐ベトナム特命全権大使。2024年 (令和6年) 、依願免職。

## 同期
- 相川一俊（23年EU大使・20年イラン大使）
- 相星孝一（21年韓国大使・18年イスラエル大使・14年ASEAN大使）
- 尾池厚之（23年ジュネーブ代表部大使・20年ユネスコ大使）
- 小笠原一郎（19年軍縮会議大使・16年マダガスカル大使）
- 奥山爾朗（22年ヨルダン大使）
- 片山和之（23年日本台湾交流協会台北事務所長・20年ペルー大使）
- 金杉憲治（23年中国大使）
- 杵渕正巳（22年ボスニアヘルツェゴビナ大使・20年東ティモール大使）
- 木村元（20年モザンビーク大使）
- 新美潤（22年OECD大使）
- 丸山則夫（22年アイルランド大使）
- 水内龍太（22年オーストリア大使・20年ザンビア大使）
- 水鳥真美（18年国連事務総長特別代表）
- 道上尚史（23年ブルガリア大使・21年ミクロネシア連邦大使）
- 南博（22年オランダ大使）
- 宮原信孝（18年笹川平和財団研究員）
- 村林弘文（21年在ヒューストン日本国総領事）
- 森健良（21年外務事務次官）
- 山﨑和之（23年国連大使）
- 山本広行（23年ベラルーシ大使・20年トルクメニスタン大使）
- 和田充広（21年パキスタン大使）